# August Schultze (Unternehmer)
August Karl Friedrich Schultze (* 5. April 1848 in Varel; † 24. Januar 1920 in Hochkamp bei Hamburg) war ein deutscher Unternehmer, Gründer der Oldenburg-Portugiesischen Dampfschiffs-Rhederei (OPDR) und Mitglied des Oldenburgischen Landtags.

## Biografie

### Berufliche Karriere
Schultze war der Sohn des Unternehmers Julius Schultze (1811–1881) und dessen Ehefrau Catharina geb. Hemken (1827–1871). Nach der Schulzeit begann er eine kaufmännische Ausbildung in einer Bremer Tabakfirma. 1870/71 nahm er als Leutnant am Deutsch-Französischen Krieg teil und trat danach in die von seinem Vater geleitete Eisenhüttengesellschaft in Augustfehn ein.
1872 gründete er dann mit mehreren Teilhabern am selben Standort unter dem Namen Firma Schultze, Fimmen & Co. ein Stahlwerk. Das Werk war wirtschaftlich sehr erfolgreich und wurde 1882 in eine Aktiengesellschaft umgewandelt.
Zu dieser Zeit hatte Schultze auch die Leitung der Oldenburgischen Glashütte in Osternburg übernommen, an der sein Vater ebenfalls beteiligt war. Das Unternehmen hatte sich auf der Basis der einheimischen Rohstoffe Sand und Torf auf die Produktion von Flaschen spezialisiert, die zunächst nach England und ab 1879 vor allem in die Weinanbaugebiete Portugals exportiert wurden. 1880 ließ Schultze das mit Dampf betriebene Frachtschiff Oldenburg bauen, um dem Unternehmen eine regelmäßige Transportmöglichkeit in die Absatzgebiete zu sichern. Das Schiff wurde durch eine Partenreederei finanziert. Auf der Rückfahrt transportierte das Schiff Wein und Korkholz und erzielte so schon auf den ersten Fahrten Gewinne. Wegen dieser günstigen Geschäftsentwicklung plante Schultze schon bald die Indienststellung weiterer Dampfer ins Auge und gründete 1882 die Oldenburg-Portugiesische Dampfschiffs-Rhederei (OPDR), deren alleiniger Leiter er wurde.
In den folgenden Jahren nahmen sowohl die Glashütte, als auch die Reederei unter Schultzes Leitung eine positive Entwicklung und expandierten durch Ausweitung auf neue Absatzmärkte in Spanien, Marokko und auf den Kanarischen Inseln stark. 1910 legte er wegen der hohen Arbeitsbelastung als Leiter von zwei Unternehmen die Leitung der Glashütte nieder, die in den letzten Vorkriegsjahren mit einer Produktionskapazität von jährlich 35 Mio. Flaschen zu den führenden Flaschenproduzenten des Deutschen Reiches gehörte. Er konzentrierte sich damit auf die Führung der OPDR, die 1913 mit  einer Flotte von 25 Dampfern die bedeutendste Seereederei Oldenburgs war. Der Ausbruch des Ersten Weltkrieges führte durch die Alliierte Blockade der deutschen Häfen zu einem katastrophalen Rückschlag. 1915 ging Schultze mit der OPDR nach Hamburg. Der Linienverkehr wurde komplett eingestellt und nach Kriegsende musste die Reederei alle noch vorhandenen Schiffe bis auf zwei an die Alliierten ausliefern. In der Folge gab Schultze die Leitung des Unternehmens an seine Söhne ab.

### Weitere Engagements
Neben seinen unternehmerischen Tätigkeiten war Schultze auch vielfältig anderweitig engagiert. Von 1884 bis 1899 gehörte Schultze dem oldenburgischen Landtag an und wurde 1900 zum ersten Präsidenten der Oldenburgischen Industrie- und Handelskammer gewählt, die er bis zu seiner Übersiedlung nach Hamburg 1915 leitete. Ab 1904 widmete sich Schultze als Präsident auch noch den Aufgaben des Deutschen Nautischen Vereins, dessen Geschäftsführung mit der Kammer eng verbunden war. Im gleichen Jahr übernahm er außerdem den Vorsitz des von ihm ins Leben gerufenen Verbandes der deutschen Flaschenfabrikanten.

## Familie
Schultze heiratete am 16. August 1874 Clara Sophie Marie geb. Schaumburg, die Tochter des Osnabrücker Gasthofbesitzers Georg Schaumburg und dessen Ehefrau Clara Anna Christiane geb. Rasch. Seine beiden Söhne Johannes und Julius Schultze (1877–1947) übernahmen nach dem Tod des Vaters die Leitung der OPDR.